# Tricalysia angolensis
Tricalysia angolensis là một loài thực vật có hoa trong họ Thiến thảo. Loài này được A.Rich. ex DC. miêu tả khoa học đầu tiên năm 1830.